# Skate Canada International de 2012
O Skate Canada International de 2012 foi a trigésima nona edição do Skate Canada International, um evento anual de patinação artística no gelo organizado pelo Skate Canada, e que fez parte do Grand Prix de 2012–13. A competição foi disputada entre os dias 26 de outubro e 28 de outubro, na cidade de Windsor, Ontário, Canadá.

## Eventos
- Individual masculino
- Individual feminino
- Duplas
- Dança no gelo

## Medalhistas
| Evento                        | Ouro                                         | Prata                                   | Bronze                                        |
| Individual masculino detalhes | Javier Fernández · Espanha                   | Patrick Chan · Canadá                   | Nobunari Oda · Japão                          |
| Individual feminino detalhes  | Kaetlyn Osmond · Canadá                      | Akiko Suzuki · Japão                    | Kanako Murakami · Japão                       |
| Duplas detalhes               | Aliona Savchenko · Robin Szolkowy · Alemanha | Meagan Duhamel · Eric Radford · Canadá  | Stefania Berton · Ondřej Hotárek · Itália     |
| Dança no gelo detalhes        | Tessa Virtue · Scott Moir · Canadá           | Anna Cappellini · Luca Lanotte · Itália | Ekaterina Riazanova · Ilia Tkachenko · Rússia |

## Resultados

### Individual masculino
| Pos.              | Nome             | Nacionalidade  | Pontos | PC         | PL          |
| ----------------- | ---------------- | -------------- | ------ | ---------- | ----------- |
| Medalha de ouro   | Javier Fernández | Espanha        | 253.94 | 85.87 (1)  | 168.07 (1)  |
| Medalha de prata  | Patrick Chan     | Canadá         | 243.43 | 82.52 (2)  | 160.91 (2)  |
| Medalha de bronze | Nobunari Oda     | Japão          | 238.34 | 82.14 (3)  | 156.20 (3)  |
| 4                 | Florent Amodio   | França         | 218.72 | 74.61 (5)  | 144.11 (5)  |
| 5                 | Ross Miner       | Estados Unidos | 213.60 | 69.41 (8)  | 144.19 (4)  |
| 6                 | Denis Ten        | Cazaquistão    | 203.70 | 75.26 (4)  | 128.44 (8)  |
| 7                 | Elladj Baldé     | Canadá         | 199.94 | 72.46 (6)  | 127.48 (9)  |
| 8                 | Takahito Mura    | Japão          | 199.74 | 62.10 (9)  | 137.64 (6)  |
| 9                 | Artur Gachinski  | Rússia         | 199.58 | 69.74 (7)  | 129.84 (7)  |
| 10                | Liam Firus       | Canadá         | 169.67 | 60.50 (10) | 109.17 (10) |

### Individual feminino
| Pos.              | Nome                   | Nacionalidade  | Pontos | PC         | PL         |
| ----------------- | ---------------------- | -------------- | ------ | ---------- | ---------- |
| Medalha de ouro   | Kaetlyn Osmond         | Canadá         | 176.45 | 60.56 (2)  | 115.89 (2) |
| Medalha de prata  | Akiko Suzuki           | Japão          | 175.16 | 55.12 (5)  | 120.04 (1) |
| Medalha de bronze | Kanako Murakami        | Japão          | 168.04 | 56.21 (4)  | 111.83 (4) |
| 4                 | Elizaveta Tuktamysheva | Rússia         | 168.00 | 55.10 (6)  | 112.90 (3) |
| 5                 | Elene Gedevanishvili   | Geórgia        | 160.52 | 60.80 (1)  | 99.72 (5)  |
| 6                 | Ksenia Makarova        | Rússia         | 154.11 | 58.56 (3)  | 95.55 (9)  |
| 7                 | Gracie Gold            | Estados Unidos | 151.57 | 52.19 (9)  | 99.38 (6)  |
| 8                 | Amélie Lacoste         | Canadá         | 151.44 | 53.81 (7)  | 97.63 (7)  |
| 9                 | Caroline Zhang         | Estados Unidos | 149.87 | 52.97 (8)  | 96.90 (8)  |
| 10                | Polina Shelepen        | Rússia         | 124.29 | 46.18 (10) | 78.11 (10) |

### Duplas
| Pos.              | Nome                              | Nacionalidade  | Pontos | PC        | PL         |
| ----------------- | --------------------------------- | -------------- | ------ | --------- | ---------- |
| Medalha de ouro   | Aliona Savchenko / Robin Szolkowy | Alemanha       | 201.36 | 72.26 (1) | 129.10 (1) |
| Medalha de prata  | Meagan Duhamel / Eric Radford     | Canadá         | 190.49 | 64.49 (2) | 126.00 (2) |
| Medalha de bronze | Stefania Berton / Ondřej Hotárek  | Itália         | 172.03 | 59.79 (3) | 112.24 (3) |
| 4                 | Paige Lawrence / Rudi Swiegers    | Canadá         | 158.33 | 52.88 (4) | 105.45 (4) |
| 5                 | Daria Popova / Bruno Massot       | França         | 149.37 | 48.43 (5) | 100.94 (5) |
| 6                 | Tiffany Vise / Don Baldwin        | Estados Unidos | 141.21 | 46.47 (7) | 94.74 (6)  |
| 7                 | Lindsay Davis / Mark Ladwig       | Estados Unidos | 122.26 | 47.05 (6) | 75.21 (7)  |

### Dança no gelo
| Pos.              | Nome                                 | Nacionalidade  | Pontos | PC        | PL         |
| ----------------- | ------------------------------------ | -------------- | ------ | --------- | ---------- |
| Medalha de ouro   | Tessa Virtue / Scott Moir            | Canadá         | 169.41 | 65.09 (1) | 104.32 (1) |
| Medalha de prata  | Anna Cappellini / Luca Lanotte       | Itália         | 160.06 | 65.08 (2) | 94.98 (2)  |
| Medalha de bronze | Ekaterina Riazanova / Ilia Tkachenko | Rússia         | 143.39 | 55.80 (3) | 87.59 (3)  |
| 4                 | Piper Gilles / Paul Poirier          | Canadá         | 136.74 | 53.71 (5) | 83.03 (4)  |
| 5                 | Madison Hubbell / Zachary Donohue    | Estados Unidos | 135.16 | 54.84 (4) | 80.32 (6)  |
| 6                 | Julia Zlobina / Alexei Sitnikov      | Azerbaijão     | 132.80 | 50.92 (7) | 81.88 (5)  |
| 7                 | Pernelle Carron / Lloyd Jones        | França         | 130.75 | 51.67 (6) | 79.08 (7)  |
| 8                 | Kharis Ralph / Asher Hill            | Canadá         | 126.60 | 50.00 (8) | 76.60 (8)  |

## Quadro de medalhas
| Ordem | País     | Medalha de ouro | Medalha de prata | Medalha de bronze |    | Ordem por total |
| ----- | -------- | --------------- | ---------------- | ----------------- | -- | --------------- |
| 1     | Canadá   | 2               | 2                |                   | 4  | 1               |
| 2     | Alemanha | 1               |                  |                   | 1  | 4               |
| 2     | Espanha  | 1               |                  |                   | 1  | 4               |
| 4     | Japão    |                 | 1                | 2                 | 3  | 2               |
| 5     | Itália   |                 | 1                | 1                 | 2  | 3               |
| 6     | Rússia   |                 |                  | 1                 | 1  | 4               |
| TOTAL | TOTAL    | 4               | 4                | 4                 | 12 | —               |